# فيصل المرقب
فيصل المرقب حارس مرمى سعودي سابق.
تمكن الحارس فيصل المرقب من فرض اسمه كبديل حقيقي للحارس الدولي مبروك زايد حارس عرين الاتحاد خصوصا بعد أن ساهم في تأهل نادي الاتحاد إلى دور الثمانية في البطولة العربية لعام 2006 بعد أن تعادل الفريق في مرحله الإياب أدى إلى اشواط اضافيه ومن ثم إلى الركلات الترجيحيه ليبرز منها بعد أن صد ركلتى جزاء بينما اضاع المهاجم الركلة الثالثة. انتقل بعد محطته في نادي الاتحاد من جدة إلى نادي الوحدة من مكة المكرمة ولعب بعده لنادي الرياض ومن ثم انتقل إلى نادي التعاون ولعب مع التعاون إلى عام 2016 و وقع بعدها مع نادي النهضة و بعدها انتقل إلى نادي الدرعية والنادي العربي.